# Johnny Cash with His Hot and Blue Guitar
Johnny Cash with His Hot and Blue Guitar е дебютният албум на кънтри певеца Джони Кеш, който е издаден на 11 октомври 1957 г. Той съдържа четири от неговите хит сингли: I Walk the Line, Cry! Cry! Cry!, So Doggone Lonesome и Folsom Prison Blues. Преиздаден е на 23 юли 2002 г. в разширен вид, посредством лейбъла Вариз Винтидж и съдържа пет нови (бонус) парчета, три от които са алтернативни версии на песни, които са представени на оригиналната плоча от 1957 г.
Албумът е първата дългосвиреща плоча на Сън Рекърдс, които са ръководени от Сам Филипс.